# A New Kind of Army
A New Kind of Army — второй альбом панк-группы Anti-Flag, первоначально выпущенный 25 мая 1999 года. Альбом был переиздан A-F Records 19 октября 2004 года. Это также единственный альбом, в котором только Джастин Сэйн является в качестве ведущего вокалиста. В группу пришёл Крис Хед. После ухода Энди Райта, басист в группе постоянно менялся, но к записи альбома в группу пришёл Крис Баркер (Chris #2). Таком образом, это первый альбом Anti-Flag со всем известным составом. Фотографии сделала Heather Mull, над оформлением работал Frank Noca.

## Список композиций
Все песни написаны Джастином Сэйном, за исключением отдельно оговоренных случаев.
| №   | Название                                             | Длительность |
| --- | ---------------------------------------------------- | ------------ |
| 1.  | «Tearing Everyone Down»                              | 2:57         |
| 2.  | «Captain Anarchy» (Джастин Сэйн, Крис Хед)           | 2:34         |
| 3.  | «A New Kind of Army»                                 | 3:41         |
| 4.  | «That's Youth»                                       | 3:16         |
| 5.  | «No Apology»                                         | 2:16         |
| 6.  | «Got the Numbers»                                    | 3:16         |
| 7.  | «No Difference»                                      | 3:59         |
| 8.  | «I Don't Believe»                                    | 2:31         |
| 9.  | «Right On» (Anti-Flag)                               | 1:25         |
| 10. | «What You Don't Know»                                | 2:44         |
| 11. | «Free Nation?» (Джастин Сэйн, Anti-Flag)             | 2:42         |
| 12. | «Outbreak» (Джастин Сэйн, Anti-Flag)                 | 0:55         |
| 13. | «Police Story» (Джастин Сэйн, Крис Хед)              | 3:37         |
| 14. | «The Consumer's Song»                                | 2:08         |
| 15. | «This Is NOT a Crass Song» (Джастин Сэйн, Пэт Тетик) | 5:55         |

## Участники записи
- Джастин Сэйн (Justin Sane) — вокал, гитара
- Крис Баркер (Chris Barker) — бас-гитара, вокал
- Крис Хед (Chris Head) — ритм-гитара, бэк-вокал
- Пэт Тетик (Pat Thetic) — ударные